# Опсада Дамаска (1148)
Опсада Дамаска извршена је за време Другог крсташког рата 1148. године. Завршена је неуспехом и повлачењем крсташа у Јерусалим.

## Увод
У Акри су се коначно сусрели Конрад и Луј дочекани од краљице Мелисенде и њенос седамнаестогодишњег сина Балдуина III. Дочек је био свечан, а Луј је коначно добио прилику да се помоли на Голготи, Христовом Гробу, месту Христовог рођења у Витлејему и другим светим местима. Међутим, поново је био разочаран нескромним животом хришћана у Јерусалиму и њиховим брачним везама са домороткињама. Један део крсташа је одлучио да се врати у Европу. Ипак, у Светој земљи је остало око 50.000 крсташа.

## Опсада
Крсташке армије пристигле из Европе биле су огромне. Све крсташке државе нису могле сакупити толики број војника. Питање је било у ком правцу усмерити нападе. Бројност армије омогућавала је освајање било ког муслиманског града. На несрећи домаћих крсташа, Луј је одабрао Дамаск са којим је Јерусалим већ био у дугогодишњем савезу. Разлог за то била је жеља Луја да освоји неки град за кога се у Европи знало и тиме допринесе хришћанству. У Европи још увек нико није чуо за Мосул или Алепо, али је Дамаск већ био друга прича.
Напад на Дамаск отпочео је 23. јула 1148. године и трајао је само пет дана. Сам напад је био добро испланиран, али је крсташима највећи проблем представљао недостатак воде. Дамаски владар Унуру је претио крсташима да ће град предати Зенгијевим синовима Нур ад Дину и Саиф ед Дину уколико не подигну опсаду. На крају су се домаћи крсташи одлучили на прекид напада и повлачење у Јерусалим.

## Последице
Домаћи хришћани су у Јерусалиму оптужени за издају и примање мита. Придошлим крсташима није било јасно стање у земљи и потреба одржавања мира са муслиманима. Луј и Конрад били су веома бесни на домаће крсташе иако је, у суштини, њихова акција била оправдана. Нису могли да схвате тамошњи живот; луксуз, дружење са муслиманима, спремност на преговоре, све то је било у супротности са њиховом представом о хришћанима у Светој земљи. Једноставно, европски крсташи нису прихватали ове „Сиријце“, како су називали домаће крташе, за браниоце вере. Због тога су одлучили да се врате у Европу.
Ускоро је цела крсташка армија са својим владарима отпутовала из Свете земље, а да ништа добро нису учинили за крсташке државе већ су их, управо супротно, довели у непоправљив конфликт са Дамаском, њиховим јединим савезником.